# Feueranemone

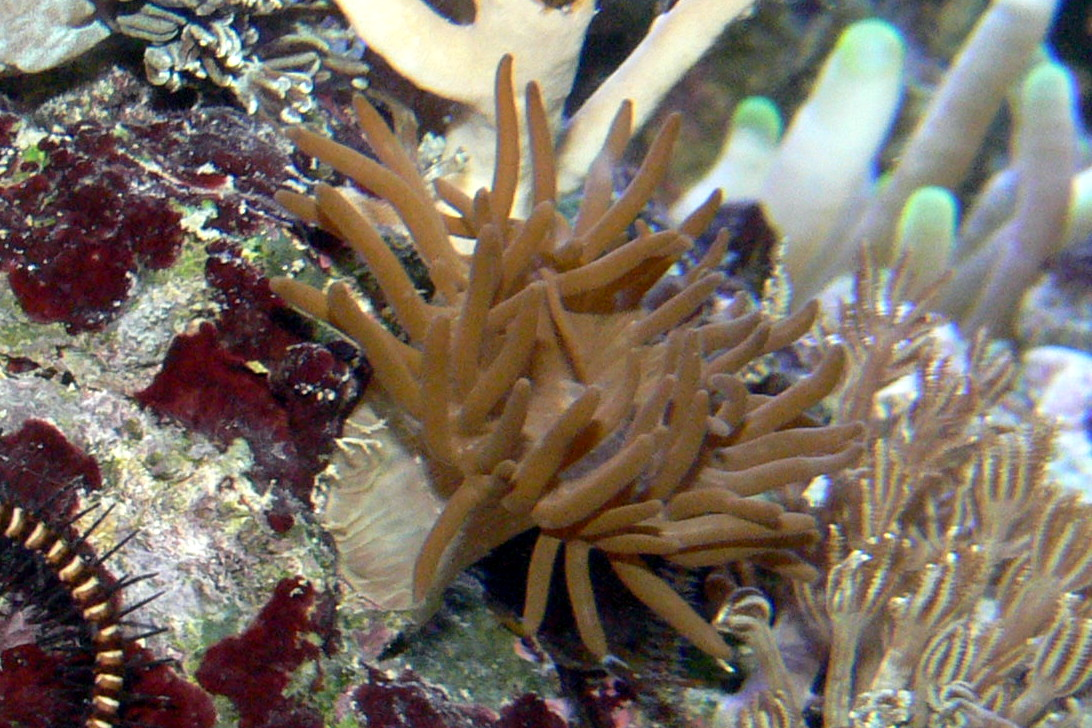
Feueranemone

Die Feueranemone ist eine kleine Seeanemone (Actiniaria), die als ein sich stark vermehrender, ungebetener Gast in der Meerwasseraquaristik bekannt wurde. Ihr genaue Artzugehörigkeit und damit ihr wissenschaftlicher Name ist unbekannt. Da sie der Seeanemonenart Anemonia manjano sehr ähnelt wird sie auch als Anemonia cf. manjano bezeichnet. Das cf. im wissenschaftlichen Namen bedeutet confer (lateinisch für „vergleiche“), das heißt die Art ist nicht exakt bestimmt, sie ähnelt der als Anemonia manjano beschriebenen Art.

## Verbreitung und Lebensweise
Anemonia cf. manjano kommt in den Korallenriffen des tropischen Indopazifik, mit dem Verbreitungsschwerpunkt Indonesien, vor. Die Grenzen des Verbreitungsgebietes sind unbekannt. In ihrem natürlichen Habitat leben die Feueranemonen zwischen den Ästen von Steinkorallen.
Sie leben in Symbiose mit Zooxanthellen, kleinen, einzelligen Algen, die in der Haut der Anemone leben und diese mit Nährstoffen versorgen. Daneben fangen sie aktiv Zooplankton und können auch recht große Beute überwältigen.

## Aquaristik
Die Blumentiere sind bei Meerwasseraquarianern ähnlich wie Glasrosen gefürchtet, da sie oft mit lebenden Steinen aus Indonesien eingeführt werden, sich im Aquarium durch Teilung schnell vermehren, und Korallen und andere sessile Wirbellose vernesseln.
Zur Bekämpfung der Feueranemonen können der Maskenfalterfisch (Chaetodon semilarvatus) oder der Seegrasfeilenfisch (Acreichthys tomentosus) eingesetzt werden, die sich im Aquarium allerdings auch an andere Blumentiere, besonders großpolypige Steinkorallen vergreifen können.